# پن بازیگوش
پن بازیگوش (به انگلیسی: Playful Pan) یک فیلم کوتاه انیمیشن محصول دیزنی از مجموعه کارتون‌های سمفونی احمقانه است که در ۲۷ دسامبر سال ۱۹۳۰ توسط کلمبیا پیکچرز منتشر شد. 